# Taichi Takami
Pour les articles homonymes, voir Takami.
Taichi Takami (髙見 泰地) (né le 12 juillet 1993 à Yokohama) est un joueur professionnel de shogi japonais qui a remporté le Eiō en 2018.

## Biographie

### Premières années
Takami a appris à jouer au shogi avant d'entrer à l'école. Il entre en 2005 au centre de formation de la fédération japonaise de shogi sous la tutelle de Kazuo Ishida (ja).
Il obtient le statut de joueur professionnel en septembre 2011. Il remporte en 2018 la première édition du Eiō après que celui-ci ait rejoint le groupe des tournois majeurs japonais; il est alors promu au grade de 7-dan.

## Palmarès au shogi
Takami a au cours de sa carrière participé à une finale de titre majeur en 2018, et l'a remportée.

### Titres majeurs
| Titre | Année | Nombre de victoires |
| ----- | ----- | ------------------- |
| Eiō   | 2018  | 1                   |

### Classement annuel des gains en tournoi
Takami a figuré dans le Top 10 du classement annuel des joueurs de shogi remportant le plus de gains (ja) une fois en 2018.
| Année | Montant gagné | Rang |
| ----- | ------------- | ---- |
| 2018  | 26 360 000 ¥  | 6e   |